# شهرستان آداچی، فوکوشیما

شهرستان آداچی، فوکوشیما (به ژاپنی: 安達郡 Adachi-gun) یکی از شهرستان‌های ژاپن است که در استان فوکوشیما در ژاپن واقع شده است.